# Álvaro Noboa
Álvaro Noboa (Guaiaquil, 1 de novembro de 1950) é um empresário e político equatoriano. Conhecido como "Alvarito", o Magnata da Banana, virou personagem de destaque em seu país devido à disputa do controle acionário das empresas de seu pai, quando de sua morte, com os demais herdeiros. Também reconhecido pela Cruzada Nueva Humanidad, um projeto de caráter filantrópico que visava extinguir a pobreza no Mundo, doando grande parte da sua fortuna pessoal.
Desde 1998, envolveu-se na política de seu país. Filiado ao PRIAN (Partido Renovador Institucional de Acción Nacional), disputou em 2006 a presidência do Equador, vencendo o primeiro turno (dia 15 de outubro) com 27% dos votos válidos, contra 22% do segundo melhor colocado, Rafael Correa. No segundo turno, entretanto, foi derrotado, recebendo 43% dos votos, enquanto seu adversário foi eleito com 57%.
Nas eleições presidenciais de 2023, seu filho Daniel Noboa foi eleito presidente do Equador, o mais jovem da história do país. 